# Stelian Popescu
Stelian Popescu (souvent écrit en français Popesco ; 1874-1954) est un journaliste roumain et ministre de la Justice de Carol II.
Popescu était directeur du journal Universul (« L'Univers ») entre les années 1916-1943 ; ce journal est devenu un des journaux les plus lus pendant l'entre-deux-guerres. Popescu a critiqué le gouvernement roumain de l'époque, et est entré en conflit avec le roi Charles II, mais a soutenu au début des années 1940 le maréchal Antonescu.
En 1935, Popescu constitua l'« Association des directeurs et des propriétaires de journaux », dont il a été le directeur.
En 1944, il quitta la Roumanie afin de passer un certain temps en Suisse, et finalement, il resta en Espagne, où il mourut en 1954.
Popescu était beau-père de Maria Popesco (1919-2004).